# THQ

Altes Logo von THQ (2000–2011)

THQ Inc. (kurz für: Toy Headquarters, ehemals T*HQ abgekürzt) war ein US-amerikanischer Hersteller und Publisher von Videospielen, der sowohl selbst Spiele entwickelte als auch von anderen Unternehmen entwickelte Spiele vertrieb. Der Hauptsitz war in Calabasas Hills, Kalifornien, der deutsche Sitz in Krefeld, während sich der internationale Sitz in Zürich in der Schweiz befand.
THQ produzierte Spiele für gängige Spielkonsolen wie Game Boy Advance, Nintendo GameCube, DS, Wii, Xbox, Xbox 360, PlayStation 2 und PlayStation 3 sowie für IBM-kompatible PCs. Am 20. Dezember 2012 wurde bekannt, dass die amerikanische Abteilung der Firma Insolvenz anmeldet. Auf einer Auktion im Januar 2013 wurden die verbliebenen Firmenwerte versteigert und der Konzern zerschlagen.
Die Marke THQ und das Logo werden seit 2016 von der schwedischen Unternehmensgruppe Embracer Group (als THQ Nordic, ehemals Nordic Games) verwendet, die nach der Insolvenz die Markenrechte erworben hatte. Die schwedische THQ Nordic AB änderte zwar im September 2019 ihren Namen zu Embracer Group, beim österreichischen Tochterunternehmen THQ Nordic GmbH finden Name und Logo allerdings weiterhin Verwendung.

## Firmengeschichte

### Gründung als Lizenzhersteller
THQ wurde 1989/90 von Jack Friedman gegründet, der zuvor auch schon Spielzeug- und Videospielehersteller LJN gegründet hatte. 1991 wurde der erste Videospieletitel Peter Pan and the Pirates zur gleichnamigen Fernsehserie veröffentlicht. Ende des Jahres fusionierte THQ mit Trinity Acquisition Corporation. THQ setzte in der Folge auf Videospiele für das SNES. Da sich der Sega Saturn in Nordamerika als das erfolgreichere System durchsetzte, kam es 1995 zu Verwerfungen, in deren Folge Friedman das Unternehmen verließt. Der Konzern sanierte sich in den beiden folgenden Jahren mit günstigen Titeln für die auslaufende vierte Konsolengeneration und benannte sich 1997 in „THQ“ um.
Die deutsche Niederlassung, die für Vertrieb und Marketing im deutschsprachigen Markt zuständig war, entstand aus den Kaarster Publisherfirmen Softgold und Rushware, welche im Jahre 1998 an THQ verkauft und im Jahre 2000 in die THQ Entertainment GmbH umbenannt wurden. Die Firma zog 2002 von Kaarst nach Krefeld. Die THQ Entertainment GmbH wurde am 30. Juni 2016 aus dem Handelsregister (HRB 7713) gelöscht.

### Probleme durch steigende Budgets
THQ fuhr mit der Produktion von Lizenztiteln mit niedrigen bis mittlerem Budget fort, ergänzt durch einige eigene IPs wie Saints Row und Red Faction. Von 1996 bis 1998 wurden Videospiele zum Wrestlingverband WCW entwickelt, welche im Geschäftsjahr 1997 40 Prozent und im 1. Quartal 1998 sogar 88 Prozent des Firmenumsatzes ausmachten. Als die Lizenz an EA überging, sank THQs Börsenkurs an einem Tag um 24 Prozent. Noch im gleichen Jahr gelang es jedoch gemeinsam mit Jakks Pacific die Rechte für Videospiele zum Wrestlingverband WWF zu akquirieren. Von 2003 bis 2010 entwickelte THQ außerdem die Tie-In-Spiele zu Filmen des Animationsstudios Pixar, bis dieses von Disney aufgekauft und die Spieleentwicklung in den Konzern übertragen wurde. Ab 2011 entwickelte THQ die Videospiele zu diversen DreamWorks-Animationsfilmen. Auch für Nickelodeon, MTV und Star Wars wurden Spiele entwickelt.
Im Laufe der 2000er Jahre geriet das Unternehmen zunehmend in finanzielle Schwierigkeiten, da die Entwicklungskosten der Spiele stärker anstiegen als die Erlöse. Das Geschäftsjahr 2006 war das letzte, in welchem THQ einen Überschuss erwirtschaftete. Hinzu kamen eine Reihe von Prestigeprojekten, welche hohe Kosten verursachten, dann aber nie veröffentlicht wurden.

### uDraw-Fehlschlag und Krise 2012
Im Dezember 2011 gab THQ bekannt, dass die Verkaufszahlen des Konsolenzubehörs uDraw nach enorm guten Ergebnissen im Vorjahr weit unter den Erwartungen geblieben waren. In seinem Quartalsbericht Anfang Februar 2012 musste der Konzern einen Lagerüberschuss von 1,4 Millionen uDraw-Einheiten eingestehen. Daraus resultierten nach eigenen Angaben ein um rund 100 Millionen US-Dollar geringerer Umsatz aufgrund unerwarteter Minderverkäufe und nicht eingeplanter Preisreduzierungen. Im gesamten Quartal wurde daher ein Verlust von 56 Millionen US-Dollar verzeichnet. Der Konzern geriet infolgedessen in gravierende Finanzprobleme. Die Börsenaufsicht der NASDAQ drohte mit einem Ausschluss vom Börsenhandel, da der Aktienkurs bereits längere Zeit unter der Mindestgrenze von 1 US-Dollar lag. Das Unternehmen reagierte mit einer Reihe von Maßnahmen:
Zum einen wurde das Geschäftsfeld neu organisiert und auf Großproduktionen eingeschränkt. Die Kindersoftware-Sparte wurde eingestellt und der Publishing-Arm für Casual- und Budgettitel, ValuSoft, wurde abgestoßen. 240 Mitarbeiter in Vertrieb, Management und Verwaltung wurden entlassen, die Vertriebsniederlassungen in Japan, Italien und Spanien geschlossen, die Qualitätssicherung in Phoenix geschlossen und mit der Einrichtung in Montreal zusammengelegt. Mehrere führende Manager verließen das Unternehmen und wurden ersetzt. Der Aufsichtsrat beschloss zudem, auf 50 % seines Gehalts zu verzichten. Von den einschneidenden Sparmaßnahmen weitgehend verschont blieben hingegen die Entwicklungsstudios Relic Entertainment, Volition, Vigil Games und THQ Montreal.
Das als MMO geplante Spiel Warhammer 40.000: Dark Millennium wurde in einen Einzelspielertitel mit Mehrspielerkomponente umgewandelt, nachdem der Publisher keinen Partner für die Finanzierung des Projekts finden konnte. In Folge wurden bei den Entwicklern Relic Entertainment und Vigil Games 118 Entwickler entlassen. Die Lizenz für Spiele zum MMA-Verband UFC wurde an Mitbewerber Electronic Arts verkauft, nachdem es nicht gelungen war, mit UFC Undisputed 3 die notwendige Gewinnschwelle von zwei Millionen verkauften Einheiten zu erreichen. In diesem Zusammenhang wurde im Juni 2012 schließlich auch das Entwicklungsstudio THQ San Diego geschlossen. Die Zusammenarbeit mit Tomonobu Itagaki und Valhalla Games am Projekt Devil's Third wurde aufgegeben. Im August 2012 kündigte THQ zudem die Einstellung des Insane-Projekts bei Volition an und gab die Rechte an dem Spiel zurück an Regisseur und Produktionspartner Guillermo del Toro.
Des Weiteren verzichtete das Unternehmen auf eine Präsenz auf den Fachmessen E3 und Gamescom. Das als eigenständiges Add-on geplante Saints Row: The Third – Enter the Dominatrix wurde eingestellt, die bereits geplanten Inhalte als Bestandteil des neuen Vollpreis-Titels Saints Row IV angekündigt. Schließlich konnte mit einer Aktienzusammenlegung in der Höhe 10:1 der Aktienwert über dem erforderlichen Mindestwert von 1 US-Dollar erreicht und der drohende Börsenausschluss abgewendet werden.
In seinem ersten Quartalsbericht für das Geschäftsjahr 2013 am 6. August 2012 konnte THQ erstmals wieder einen Gewinn bekanntgeben.

### Humble THQ Bundle
Am 13. November 2012 gab THQ an, dass es einen Kredit von Wells Fargo über 50 Millionen US-Dollar nicht zurückzahlen könne und am Rande des Bankrotts stehe. Nachdem der Aktienwert seit Anfang November auf die Marke von 3 Dollar gefallen war und sich die Langzeitverbindlichkeiten auf 250 Millionen Dollar summiert hatten, war THQ gezwungen die vorläufigen Veröffentlichungstermine für die Firmenflaggschiffe Company of Heroes 2 und Metro: Last Light auf März 2013 zu verschieben. In dem Versuch Geld zu akquirieren, ging THQ mit Humble Bundle eine Partnerschaft ein und startete am 29. November 2012 das Humble THQ Bundle. Bis zum 12. Dezember 2012 wurden fast 800.000 Bundles verkauft und damit ungefähr 5 Millionen Dollar eingenommen; THQ-Präsident Jason Rubin erwarb ebenfalls ein Bundle für 11.050 US-Dollar.

### Insolvenz und Zerschlagung
Am 20. Dezember 2012 meldete THQ die Insolvenz an. Ursprünglich sollte das Tagesgeschäft von THQ durch die Übernahme der Investorengruppe Clearlake Capital Group weitergeführt werden. Die Gläubiger erhoben allerdings Einspruch gegen diese Übernahme, dem ein Gericht stattgab. Auf einer Auktion am 22. Januar 2013 konnten Interessenten für Teile des Unternehmens Gebote abgeben. Dabei stellte sich heraus, dass die Summe der Einzelgebote über dem Gesamtangebot von Clearlake lag. Als Konsequenz daraus wurde der Konzern zerschlagen und im Folgenden stückweise veräußert:
- Sega erwarb für 26 Millionen US-Dollar die Markenrechte zu Company of Heroes einschließlich des Entwicklerstudios Relic Entertainment.
- Koch Media und seine Publishingtochter Deep Silver erhielten für 22,3 Millionen US-Dollar den Zuschlag für das Entwicklerstudio Volition einschließlich der Markenrechte an Saints Row, sowie THQs Rechte an Metro: Last Light für 5,8 Millionen Dollar.
- Take-Two Interactive erwarb die Rechte an Turtle Rock Studios’ Shooter Evolve für 11 Millionen US-Dollar.
- Crytek, Entwickler von Homefront 2, erwarb die Rechte an der Marke für 500.000 US-Dollar.
- Ubisoft erhielt das Studio THQ Montreal für 2,5 Millionen US-Dollar zugesprochen, sowie für weitere 3,2 Millionen Dollar die Publishingrechte am Computer-Rollenspiel South Park: Der Stab der Wahrheit von Obsidian Entertainment.

Keinen Käufer fand dagegen das Entwicklerstudio Vigil Games und die Marke Darksiders. Diese gingen in die verbliebene Konkursmasse ein, die gemäß Chapter 11 des US-amerikanischen Insolvenzrechts liquidiert werden sollen. Mit Ausnahme einer Rumpfmannschaft für die Abwicklung wurden sämtliche verbliebenen Mitarbeiter entlassen. Die Mitarbeiter des dadurch ebenfalls aufgelösten Entwicklers Vigil Games wurden von Crytek übernommen und gründeten das neue Studio Crytek USA.
Bei der Versteigerung der verschiedenen Lizenz- und Markenrechte zwischen dem 1. und 15. April 2013 wurden nochmals rund sieben Millionen US-Dollar eingenommen:
- Nordic Games erwarb für insgesamt 4,9 Millionen US-Dollar die Rechte an 150 Titeln, darunter die Serien Darksiders, Destroy All Humans!, Full Spectrum Warrior, Juiced, MX vs. ATV, Red Faction, Summoner, das Action-Rollenspiel Titan Quest sowie die lizenzierten Produkte Marvel Super Hero Squad und Supreme Commander.
- Gearbox Software erhielt für 1,35 Millionen US-Dollar den Zuschlag für die Echtzeit-Strategieserie Homeworld
- 505 Games ersteigerte für 300.000 US-Dollar die Titel Drawn to Life und Drawn to Life: The Next Chapter.[39]
- Die Markenrechte der Weltraum-Flugsimulationen Conflict: Freespace und Freespace 2 sicherte sich im Juni der ursprüngliche Publisher Interplay Entertainment für 7.500 US-Dollar.[40]

Im Oktober 2013 verklagte THQ Electronic Arts, da THQ vermutete, dass EA der UFC von der schwierigen finanziellen Situation des Unternehmens berichtet hatte, woraufhin diese THQ die Lizenz entzog. Im Juni 2014 gab Nordic Games bekannt, auch den Markennamen THQ erworben zu haben und seine Spiele zukünftig unter diesem Label veröffentlichen zu wollen, da es der Firma zuvor nicht gelungen sei, eine ausreichende Bekanntheit ihres ursprünglichen Namens aufzubauen. Im November 2014 erwarb Nordic Games schließlich auch noch die THQ-Serie de Blob. Am 12. August 2016 kündigte Nordic Games an, sich in THQ Nordic umzubenennen und damit die alte Marke THQ wieder zum Leben zu erwecken.

## Studios

### Cranky Pants Games
Cranky Pants Games mit Sitz in Kirkland (Washington) entwickelte die Xbox-Spiele Red Faction und Summoner: A Goddess Reborn.

### KAOS Studios
KAOS Studios mit Sitz in New York City wurde im Januar 2005 von THQ aufgekauft. Das erste Spiel, Frontlines: Fuel of War, erschien Ende Februar 2008. Im März 2011 erschien das Spiel Homefront. Im Juni 2011 wurde das Studio geschlossen.

### Rainbow Studios
Rainbow Studios mit Sitz in Phoenix (Arizona) entwickelte das erfolgreiche PlayStation-2-Spiel ATV Offroad Fury und ATV Offroad Fury 2, sowie das Videospiel zum Pixar-Film Cars für alle gängigen Spielkonsolen. Zudem entwickelte das Studio die Motocross-Madness-Reihe für Microsoft.

### Relic Entertainment
Relic Entertainment mit Sitz in Vancouver hat sich als Entwickler auf das Genre der 3D-Echtzeit-Strategie spezialisiert und entwickelte Spieleserien wie Homeworld, Warhammer 40.000: Dawn of War und Company of Heroes. Im Jahre 2011 brachten sie abseits der Strategiespiele das Actionspiel Warhammer 40k: Space Marine auf den Markt.

### Volition, Inc.
Volition, Inc. ist ein Entwickler von Spielen für Konsolen und Windows-basierten PCs. Volition befindet sich in Champaign (Illinois). Die Firma wurde gegründet, als Parallax Software (Entwickler der Spieleserie Descent) zweigeteilt wurde. Die andere Hälfte war das mittlerweile geschlossene Outrage Entertainment, das Descent 3 und Alter Echo entwickelte.
Mit Interplay als Publisher entwickelte Volition die Freespace-Serie. Als Interplay bankrottging, wurde Volition von THQ aufgekauft. Seitdem veröffentlichte Volition einige beliebte Titel wie Red Faction, Red Faction II, Summoner, The Punisher  und Saints Row. Die Firma wurde danach in Deep Silver Volition umbenannt.

### Andere Studios
| - Blitz Games - Blue Tongue Entertainment - Concrete Games - Heavy Iron Studios - Heliotrope Studios (ehemals Changeling Software) - Helixe Games - Incinerator Games - Juice Games | - Locomotive Games - Mass Media - Paradigm Entertainment - Slingdot - THQ Studio Australia - THQ Wireless - Vigil Games - Vogster Entertainment (CrimeCraft) |